# Емельяники
Емельяники (бел. Емялья́нікі) — деревня в Полоцком районе Витебской области Белоруссии. Входит в состав Гомельского сельсовета.

## География

### Гидрография
Расположена около озера Туровля (Емельяники).

## История
В 1906 году в Туровлянской волости Полоцкого уезда Витебской губернии.
До 20 мая 1960 года деревня входила в состав Туровлянского сельсовета.

## Население

### Численность
- 2009 год — 20 человек

### Динамика
- 2009 год — 20 человек (перепись населения)[2]

## Галерея

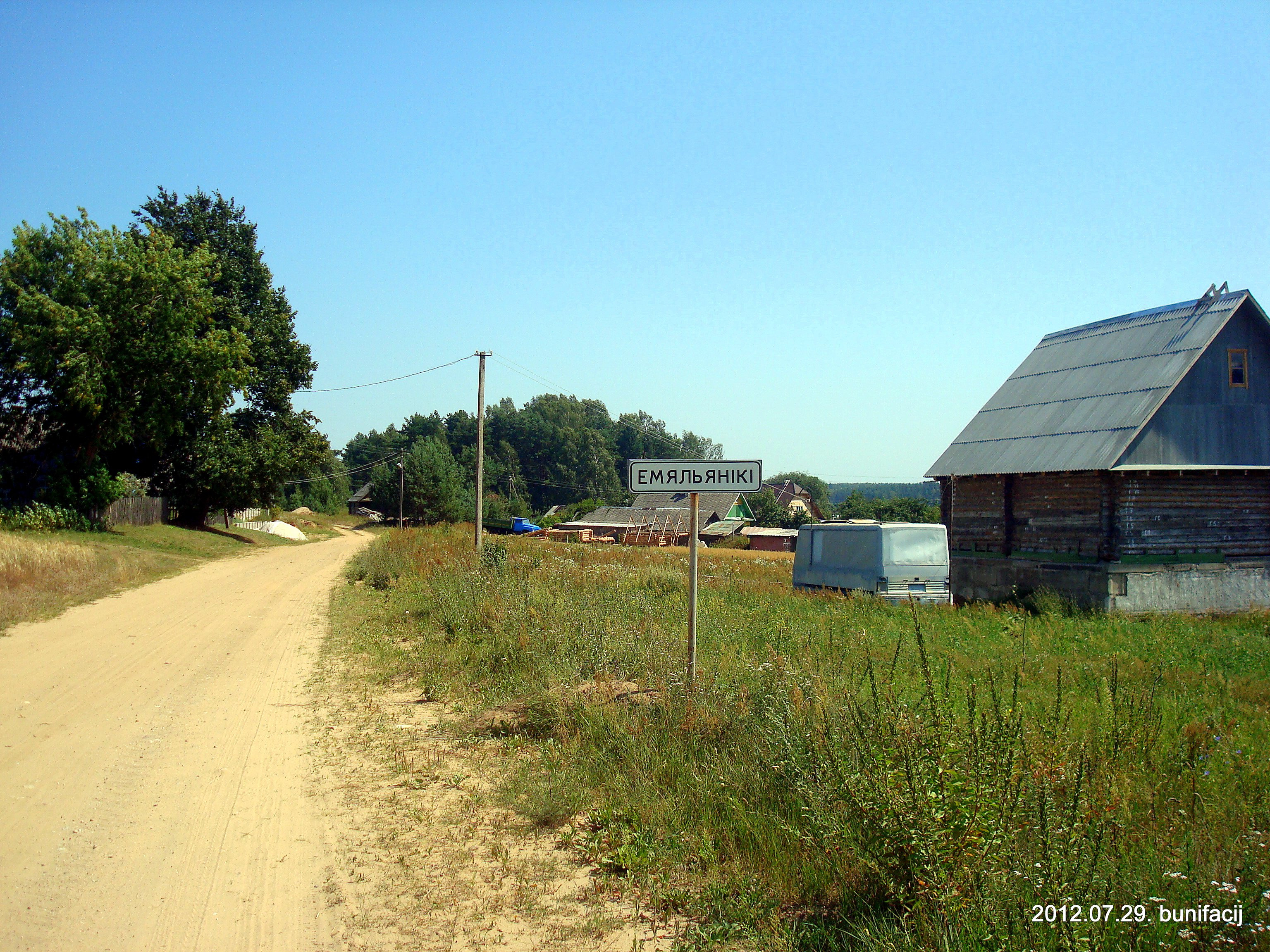
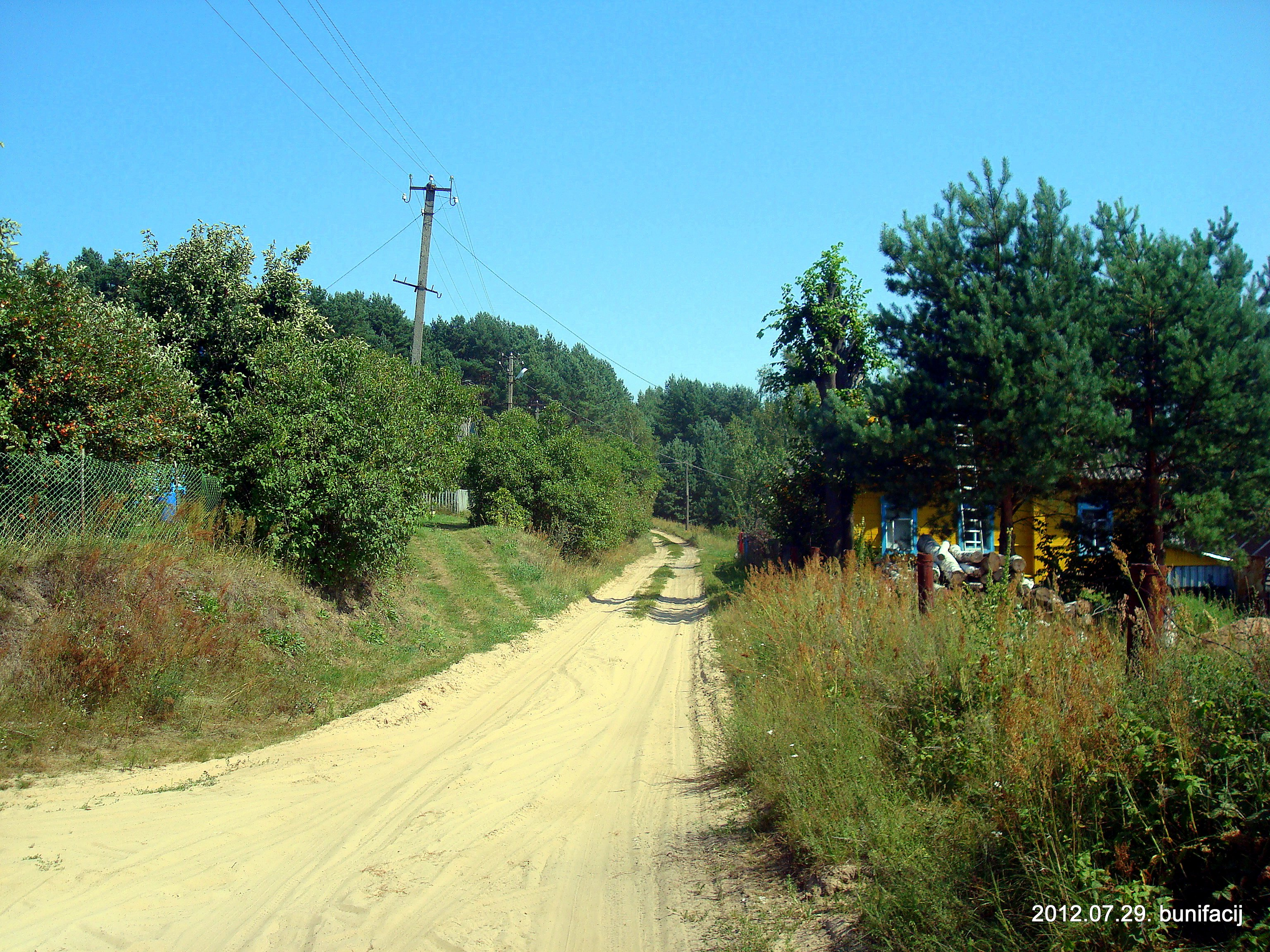
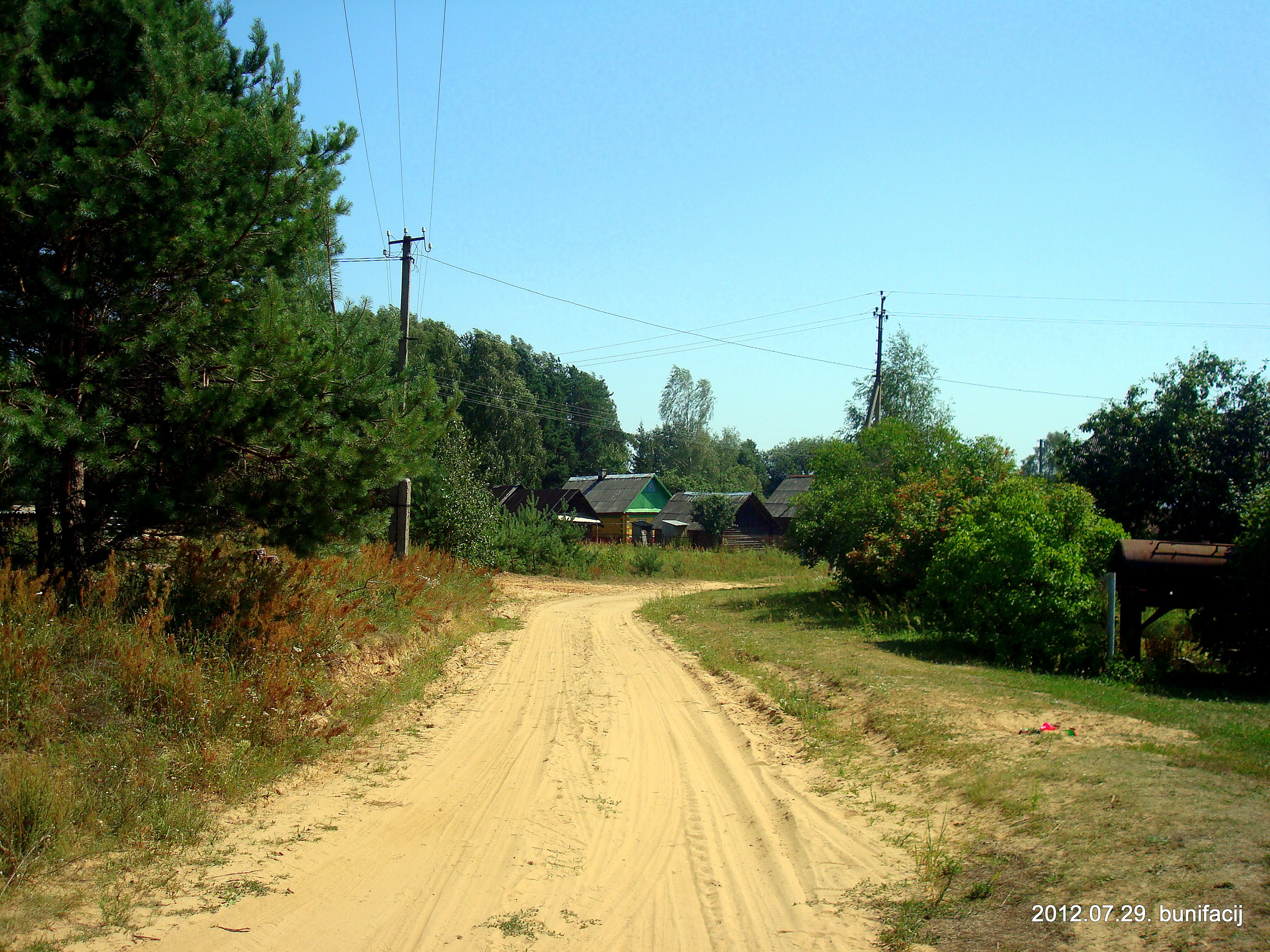
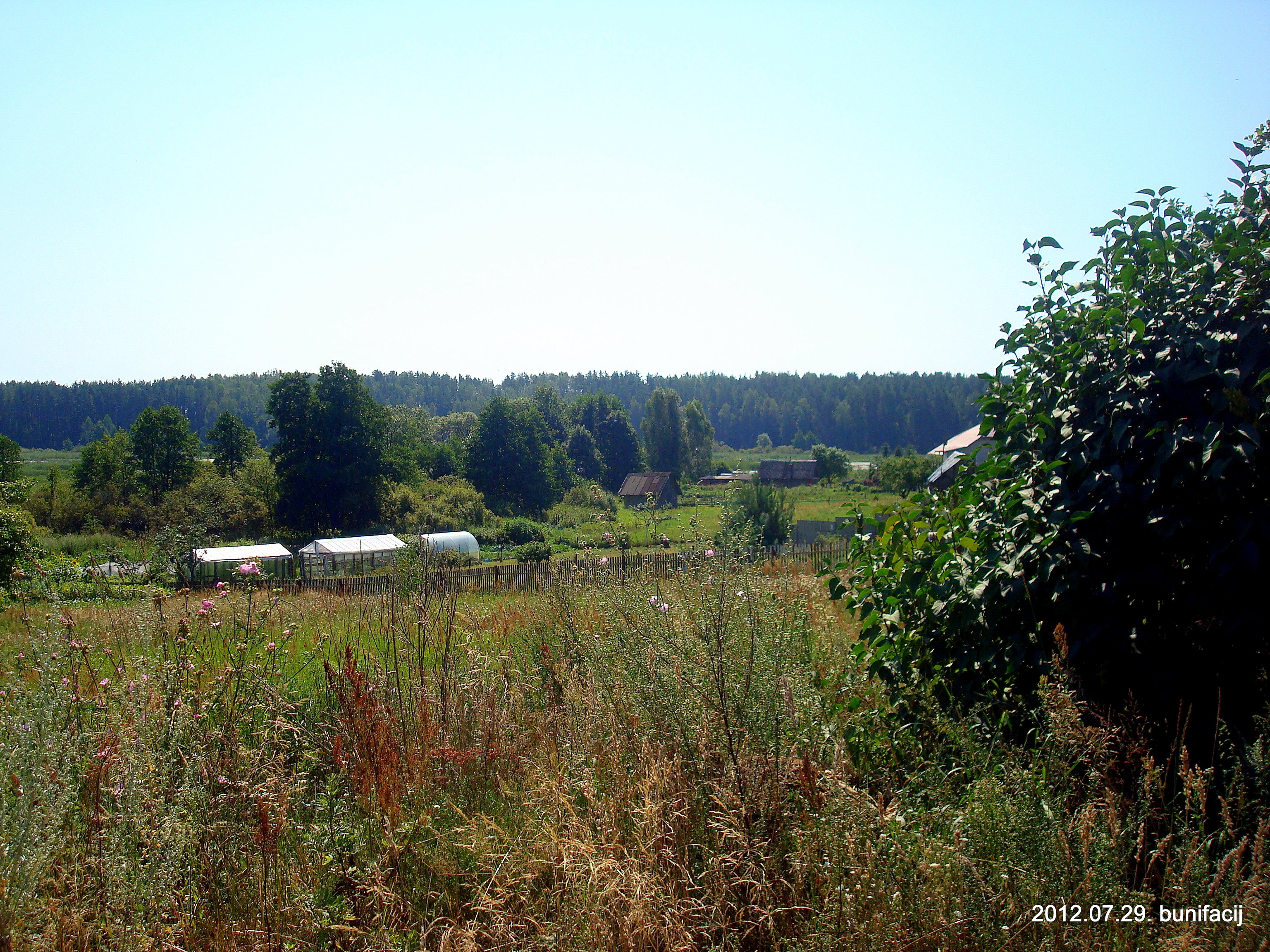